# Latim medieval
O latim medieval refere-se à forma do latim utilizada por vários séculos após a queda do Império Romano, como a única língua escrita dos antigos territórios imperiais. Era a língua litúrgica da Igreja Católica Romana e meio de interação erudita, tanto na ciência como na literatura, no direito e na administração pública, durante a Idade Média.
Não há consenso sobre a fronteira exata entre o latim tardio e o latim medieval. Este último também não deve ser confundido com o latim eclesiástico, apesar da origem clerical de vários de seus autores e embora alguns estudiosos defendam que o seu surgimento coincidiu com o advento do latim eclesiástico, na metade do século IV ou, segundo outros, por volta do ano 500.

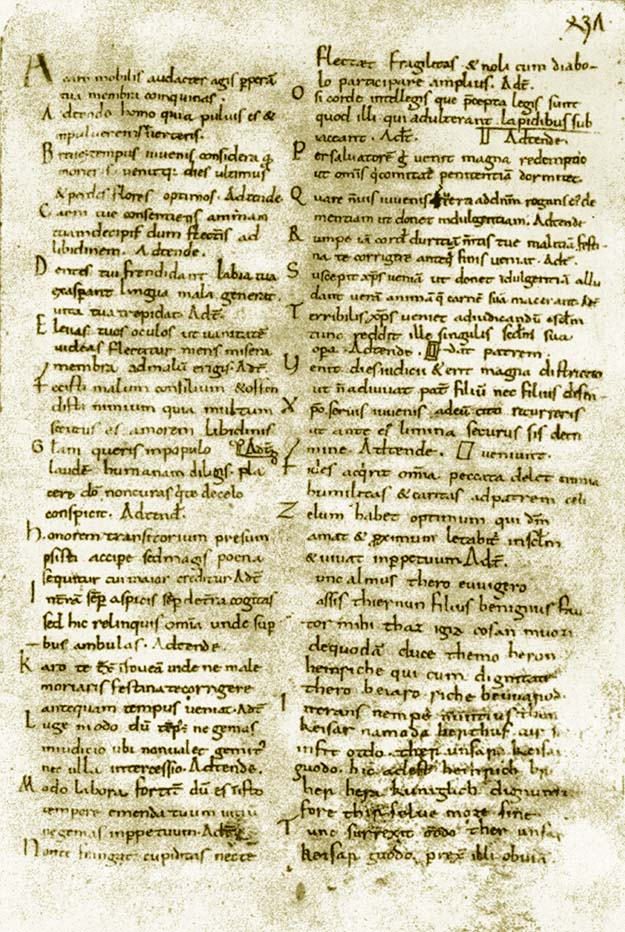
Página com texto latino medieval do Carmina Cantabrigiensia (Cambridge University Library, Gg. 5. 35), 11. cent.

## Mudanças no vocabulário, sintaxe, gramática e ortografia

### Influências
O latim medieval era caracterizado por um vocabulário aumentado, que emprestava livremente de outras fontes. Era grandemente influenciado  pela linguagem da Vulgata, que apresentava diversas peculiaridades estranhas ao latim clássico, como consequência da tradução mais ou menos direta do grego e do hebreu. Estas peculiaridades se refletiam não apenas no  vocabulário, mas também na sua gramática e sintaxe.
A língua grega forneceu uma boa parte do vocabulário técnico do cristianismo. As várias línguas faladas pelas tribos germânicas, que invadiram a Europa ocidental, também foram fontes importantes de novas palavras. Líderes germânicos tornaram-se os líderes da Europa Ocidental, e palavras de suas línguas foram importadas livremente pelo vocabulário da lei. Outras palavras mais comuns foram substituídas por variações do latim vulgar ou por fontes germânicas, porque os vocábulos clássicos caíram em desuso.
O latim também espalhou-se por áreas como a Irlanda e a atual Alemanha, onde não se falavam línguas românicas e que nunca haviam estado sob jugo do Império Romano. Trabalhos escritos nestes países, onde o latim foi uma língua aprendida sem nenhuma relação com o vernáculo local, também influenciaram o vocabulário e a sintaxe do latim medieval.
Já que assuntos abstratos, como ciência e filosofia, eram tratados em latim, o vocabulário latino desenvolvido para estes assuntos é fonte de muitos termos técnicos nas línguas modernas. Palavras em português tais como abstrato, sujeito, comunicar, matéria, provável e seus cognatos em outras línguas européias geralmente possuem o significado dado a elas pelo latim medieval.

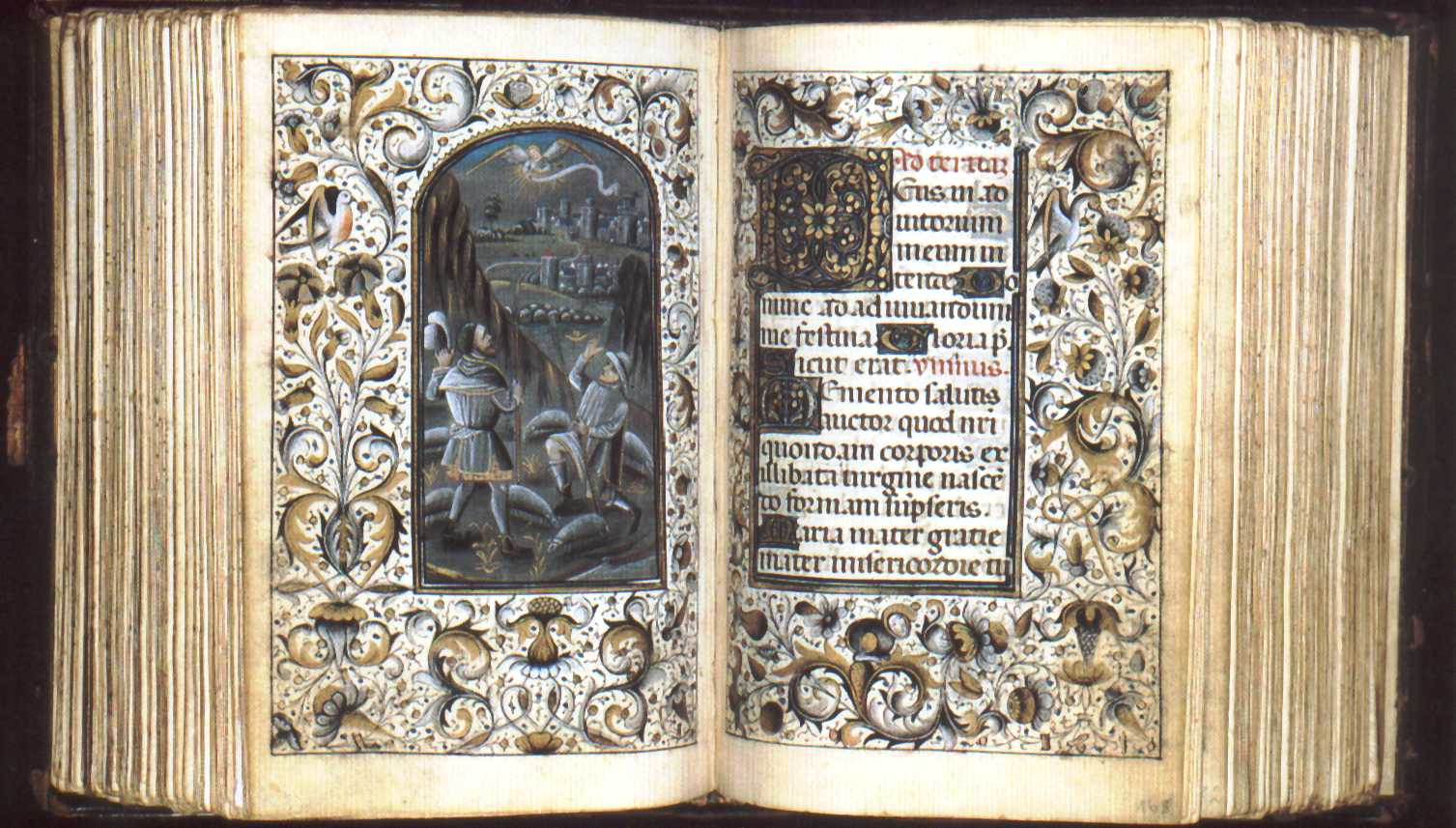
Um manuscrto iluminado de um Livro das horas, contendo orações em latim medieval. Códice 470, Biblioteca Trivulziana, Milão.

### Influência do latim vulgar
A influência do latim vulgar também é aparente na sintaxe de alguns escritores do latim medieval, embora o latim clássico continuasse tendo alta importância e fosse estudado como modelo para composições literárias.
O ponto alto no desenvolvimento do latim medieval como uma língua literária veio com a Renascença carolíngia, um suposto ressurgimento da literatura e das artes que teria ocorrido principalmente no reinado de Carlos Magno, rei dos Francos.
Alcuíno foi o principal conselheiro de Carlos Magno para assuntos eclesiásticos e de educação, além de ter sido um importante escritor. Sua influência levou a um renascimento da língua e literatura latinas, após o período menos prolífico de desintegração  da autoridade romana na Europa Ocidental.
Embora estivesse simultaneamente se desenvolvendo nas línguas românicas, o latim propriamente dito manteve-se bastante conservado, já que não era mais uma língua nativa e existiam muitas gramáticas antigas e medievais dando uma forma padrão. Por outro lado, em senso estrito, não havia apenas uma forma de "latim medieval". Todo autor latino no período medieval falava latim como uma segunda língua, com vários graus de fluência, e a sintaxe, gramática e vocabulário frequentemente eram influenciadas pela língua nativa do autor. Isto foi particularmente verdadeiro a partir do século XII, após o quê a língua se tornou cada vez mais adulterada: documentos em latim medieval tardio escritos por francófonos tendiam a mostrar semelhanças com a gramática e o vocabulário franceses medievais; os escritos por alemães eram semelhantes ao alemão, etc. Por exemplo, em vez de seguir a regra do latim clássico de colocar o verbo no fim da sentença, os escritores medievais frequentemente seguiam as convenções de suas próprias línguas nativas. Enquanto o latim não possuía artigos definidos ou indefinidos, escritores medievais algumas vezes usavam formas de unus como  artigo indefinido e formas de ille (refletindo o uso nas línguas românicas) ou mesmo de quidam (significando "uma certa pessoa/coisa" em latim clássico) como uma espécie de artigo definido. Diferentemente do latim clássico, no qual esse ("ser") era usado como o único verbo auxiliar, escritores do latim medieval às vezes usavam o verbo habere ("ter"), como ocorre em línguas germânicas e românicas. A construção do infinitivo acusativo do latim clássico era algumas vezes ignorada, em favor da introdução de uma sentença subordinada com a palavra quod (ou às vezes quia). Isto é quase idêntico, por exemplo, ao uso de que em construções similares em francês.
Em todas as épocas, a partir do final do século VIII existiram escritores cultos (especialmente dentro da Igreja) suficientemente familiarizados com a sintaxe clássica para saber que estas formas e usos eram 'errôneos'; estes, portanto, resistiram ao seu uso. Textos   de um teólogo como São Tomás de Aquino ou de um historiador erudito clássico como Guilherme de Tiro não apresentavam a maior parte das características descritas acima,  mostrando que pertenceram à Idade Média apenas através do vocabulário e da grafia. As características apontadas anteriormente são muito mais evidentes na linguagem de advogados (utilizada, por exemplo, no Domesday Book, livro inglês do século XI), médicos, escritores técnicos e cronistas seculares. Entretanto, o último ponto mencionado — a asserção indireta com quod — era especialmente ubíqua e podia ser encontrada em todos os níveis de erudição.

### Mudanças na ortografia
As diferenças mais marcantes entre o latim clássico e o medieval podem ser encontradas na ortografia. Algumas das mais frequentes diferenças são:
- O ditongo ae é usualmente colapsado e escrito simplesmente como e (ou e caudata'', ę); por exemplo, puellae pode ser escrito puelle (ou puellę). O mesmo ocorre com o ditongo oe; por exemplo, pena e Edipus (de poena e Oedipus). Isto já ocorria em inscrições em moedas do século IV; escrevia-se, por exemplo, reipublice em vez de reipublicae.
- Devido a um forte declínio no conhecimento de grego, em palavras emprestadas ou termos  estrangeiros provenientes ou transmitidos pelo grego, o y e o i passaram a ser usados mais ou menos indiferentemente: Ysidorus, Egiptus, de Isidorus, Aegyptus. Isto também ocorreu com palavras puramente latinas : ocius ('mais rapidamente') aparece como ocyus e silva como sylva, esta última sendo uma forma que sobreviveu até o século XVIII e assim tornou-se parte do latim usado pela Nomenclatura binomial adotado modernamente pelas ciências biológicas.
- o h podia ser omitido: habere tornava-se abere, ou mihi tornava-se mi (este último caso também ocorria em latim clássico); ou mihi podia ser escrito michi, indicando que o h passou a ser pronunciado k, pronúncia adotada mesmo hoje em dia no latim eclesiástico, mas que não é encontrada no latim clássico.
- A perda do h na pronúncia também levou à adição do h na escrita, onde ele não existia originalmente, especialmente próximo à letra r, como em chorona para corona, uma tendência algumas vezes vista também no latim clássico.
- -ti- antes de uma vogal é frequentemente escrito como -ci-, assim divitiae torna-se diviciae (ou divicie), tertius torna-se tercius, vitium vicium.
- A combinação mn pode ter outra consoante plosiva inserida; assim, alumnus torna-se alumpnus, somnus sompnus.
- Consoantes únicas freqüentemente eram dobradas, ou vice-versa, assim tranquillitas torna-se tranquilitas e África torna-se Affrica.
- vi, especialmente em verbos no tempo presente, pode ser perdido, assim novisse torna-se nosse (isto ocorreu no latim clássico também mas foi mais freqüente no latim medieval).

Estas diferenças ortográficas eram freqüentemente devidas a mudanças na pronúncia ou, como no último exemplo, na morfologia, que os autores refletiam nos seus escritos.
A mudança gradual no latim não escapou à percepção dos homens daquela época. Petrarca, escrevendo no século XIV, reclamou deste declínio linguístico, que ajudou a alimentar seu descontentamento com sua própria época. No século XVI, Erasmus reclamava que falantes de países diferentes não conseguiam compreender a forma de latim que cada um falava.

## Literatura latina medieval
A literatura latina medieval possui uma vasta gama de textos, incluindo trabalhos tão diversos quanto sermões, hinos, textos hagiográficos, relatos de viagem, romances, poesia épica, e lírica.

### Período inicial
A primeira metade do século V é marcada pela atividade literária dos grandes autores cristãos Jerônimo (c. 347–420) e Agostinho de Hipona (354–430), cujos textos tiveram enorme influência  no pensamento teológico da Idade Média e no discípulo de Agostinho, Próspero da Aquitânia (c. 390-455). Do final dos anos 400s e início dos 500s, Sidônio Apolinário (c. 430 – após 489) e Enódio (474–521), ambos da Gália, são bem conhecidos por seus poemas, bem como o é Venantius Fortunatus (c. 530–600). Este também foi um período de transmissão: o patrício romano Boécio (c. 480–524) traduziu parte do corpus lógico de Aristóteles, preservando-o assim para a latinidade ocidental, e escreveu o influente tratado literário e filosófico De consolatione Philosophiae; Cassiodoro (c. 485–585) fundou uma biblioteca importante no monastério de Vivarium próximo a Squillace onde vários textos da antiguidade seriam preservados. Isidoro de Sevilha (c. 560-636) organizou todo o conhecimento científico ainda disponível em seu tempo no que pode ser denominada a primeira enciclopédia, a Etymologiae.
Gregório de Tours (c. 538–594) escreveu uma longa história dos reis Francos. Gregório vinha de uma família aristocrática galo-romana, e seu latim, que possuía várias aberrações com relação à forma clássica, demonstra a diminuição na importância da educação clássica na Gália. Por esta época, um bom conhecimento de latim e mesmo de grego estava sendo preservado na cultura monástica na Irlanda e foi levado à Inglaterra e ao continente europeu por missionários nos séculos VI e VII, tais como Columbano (543–615), que fundou o monastério de Bobbio no norte da Itália. A Irlanda também foi o local de origem de um estilo poético estranho conhecido como latim hispérico. Outros autores insulares importantes incluem Gildas (c. 500–570) e o poeta Aldelmo (c. 640–709). Bento Biscop (c. 628–690) fundou o Mosteiro de Monkwearmouth-Jarrow e dotou-lhe de livros que havia trazido de volta de uma viagem à Roma e que foram posteriormente utilizados por Beda (c. 672–735) para escrever sua História Eclesiástica do Povo Inglês.
Muitos trabalhos em latim medieval foram publicados na série Patrologia Latina, Corpus Scriptorum Ecclesiasticorum Latinorum e Corpus Christianorum.

## Autores em latim medieval importantes

### Séculos IV-V

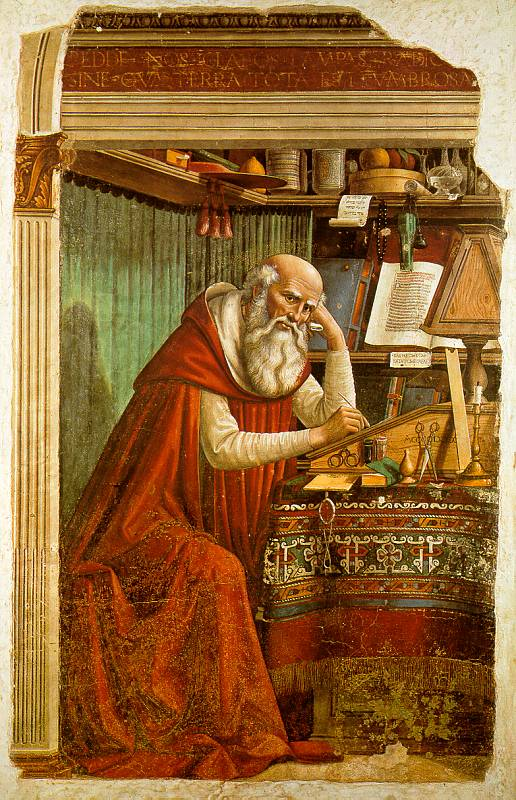
São Jerônimo no seu estúdio, por Domenico Ghirlandaio

- Etéria (fl. 385)
- São Jerônimo (c. 347–420)

### Séculos VI-VIII
- Gildas (d. c. 570)
- Venâncio Fortunato (c. 530 – c. 600)

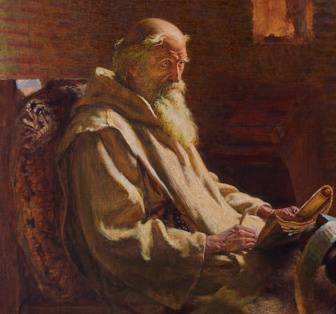
O Venerável Beda traduzindo João

- Gregório de Tours (c. 538–594)
- Papa Gregório I (c. 540 – 604)
- Isidoro de Sevilha (c. 560–636)
- Beda (c. 672–735)
- São Bonifácio (c. 672 - 754)
- Crodegango de Metz (d. 766)
- Paulo, o Diácono (720s - c.799)
- Pedro de Pisa (d. 799)
- Paulino de Aquileia (730s - 802)
- Alcuíno (c. 735–804)

### Século IX
- Eginhardo (775-840)
- Rabano Mauro (780-856)
- Radberto Pascásio (790-865)
- Rodolfo de Fulda (d. 865)
- Duoda
- Lupo de Ferrières (805-862)
- André Agnelo (c. 805-846?)
- Incmaro de Reims (806-882)
- Valafrido Estrabão (808-849)
- Floro de Lyon (d. 860?)
- Godescalco de Orbais (808-867)
- Sedúlio Escoto (fl. 840-860)
- Anastásio Bibliotecário (810-878)
- João Escoto Erígena (815-877)
- Notker, o Gago (840-912)

### Século X
- Ratério (890–974)
- Dietmar de Merseburgo (975–1018)

### Século XI
- Mariano Escoto (1028–1082)
- Adão de Bremen (fl. 1060–1080)
- Marbódio de Rennes (c. 1035-1123)

### Século XII
- Pedro Abelardo (1079–1142)

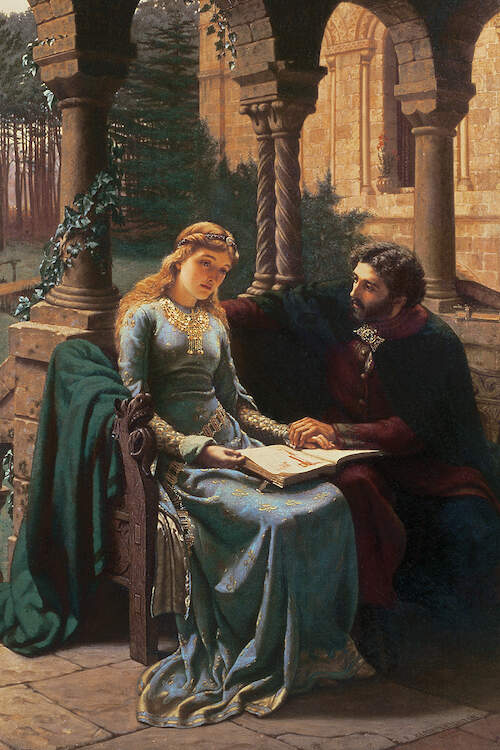
Abelardo e sua aluna, Héloïse, por Edmund Blair Leighton

- Suger de St Denis (c. 1081 – 1151)
- Godofredo de Monmouth (c. 1100 – c. 1155)
- Elredo de Rievaulx (1110-1167)
- Oto da Frisinga (c. 1114–1158)
- Guilherme de Tiro (c. 1130-1185)
- Pedro de Blois (c. 1135 – c. 1203)
- Valter de Châtillon (fl. c. 1200)
- O Arquipoeta (fl. 1159–1167)

### Século XIII

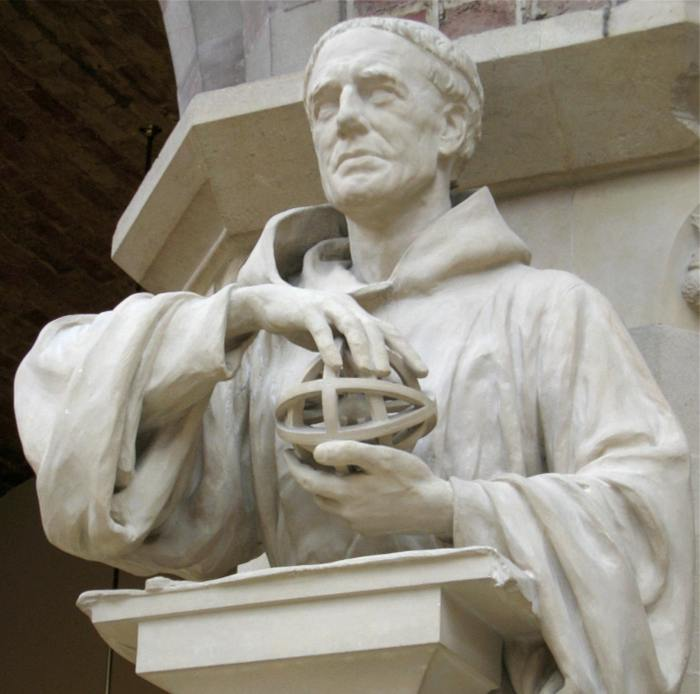
Estátua de Rogério Bacon no museu da Universidade de Oxford

- Giraldus Cambrensis (c. 1146 – c. 1223)
- Saxão Gramático (c. 1150 – c. 1220)
- Tomás de Celano (c. 1200 – c. 1265)
- Alberto Magno (c. 1200–1280)
- Rogério Bacon (c. 1214–1294)
- São Tomás de Aquino (c. 1225–1274)
- Siger de Brabant (c. 1240–1280s)
- Duns Scotus (c. 1266–1308)

### Século XIV
- Ranulf Higdon (c. 1280 - c. 1363)
- Guilherme de Occam (c. 1288 - c. 1347)

## Movimentos literários do latim medieval
- Goliardo
- Hiberno-Latino

## Trabalhos importantes em latim medieval
- Carmina Burana
- Pange Lingua
- Summa Theologiae
- Etymologiae
- Dies Irae
- Decretum Gratiani